# Gunung Uteuen
Gunung Uteuen är en kulle i Indonesien.   Den ligger i provinsen Aceh, i den västra delen av landet, 1 800 km nordväst om huvudstaden Jakarta. Toppen på Gunung Uteuen är 206 meter över havet.
Terrängen runt Gunung Uteuen är kuperad åt sydväst, men åt nordost är den platt.Runt Gunung Uteuen är det ganska glesbefolkat, med 47 invånare per kvadratkilometer. Omgivningarna runt Gunung Uteuen är en mosaik av jordbruksmark och naturlig växtlighet.